# Замок Кінлох
Замок Кінлох (англ. Kinloch Castle, шотл. гел. Caisteal Cheann Locha) — замок розташований на острові  Рум, Шотландія. Був споруджений як приватна резиденція сера Джорджа Буллоха, текстильного магната з Ланкаширу, чий батько придбав острів, щоб спорудити на ньому свою літню резиденцію. Будівництво почалося в 1897 р. і було закінчено в 1900 р.
Нині замок управляється держкорпорацією « Природна спадщина Шотландії» і додатково фінансується Асоціацією друзів замку Кінлох, заснованою в 1996 р.
Ділянка в задній частині замку є готелем для відвідувачів острова. Вартість кімнати на початку ХХІ ст. починалася від 14 фунтів. Територія готелю відокремлено від решти замку.
Колекція замку містить «Оркестріон» — механічний музичний пристрій, прихований під сходами, колекцію подарунків від Імператора Японії та колекцію «м'якого порнографічного мистецтва».

## Див. також

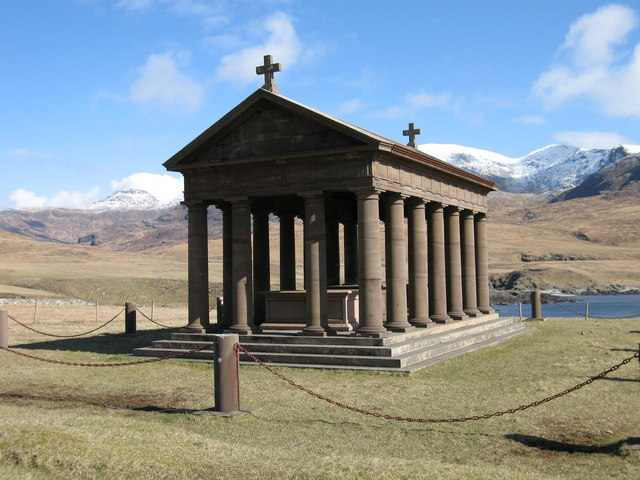
The Bullough Mausoleum at Harris

## Ресурси Інтернету
- Isle of Rum Community Website [Архівовано 16 березня 2021 у Wayback Machine.]
- Scottish Natural Heritage
- Kinloch Castle Friends Association website
- Вікісховище має мультимедійні дані за темою: Замок Кінлох